# منش نیاکان

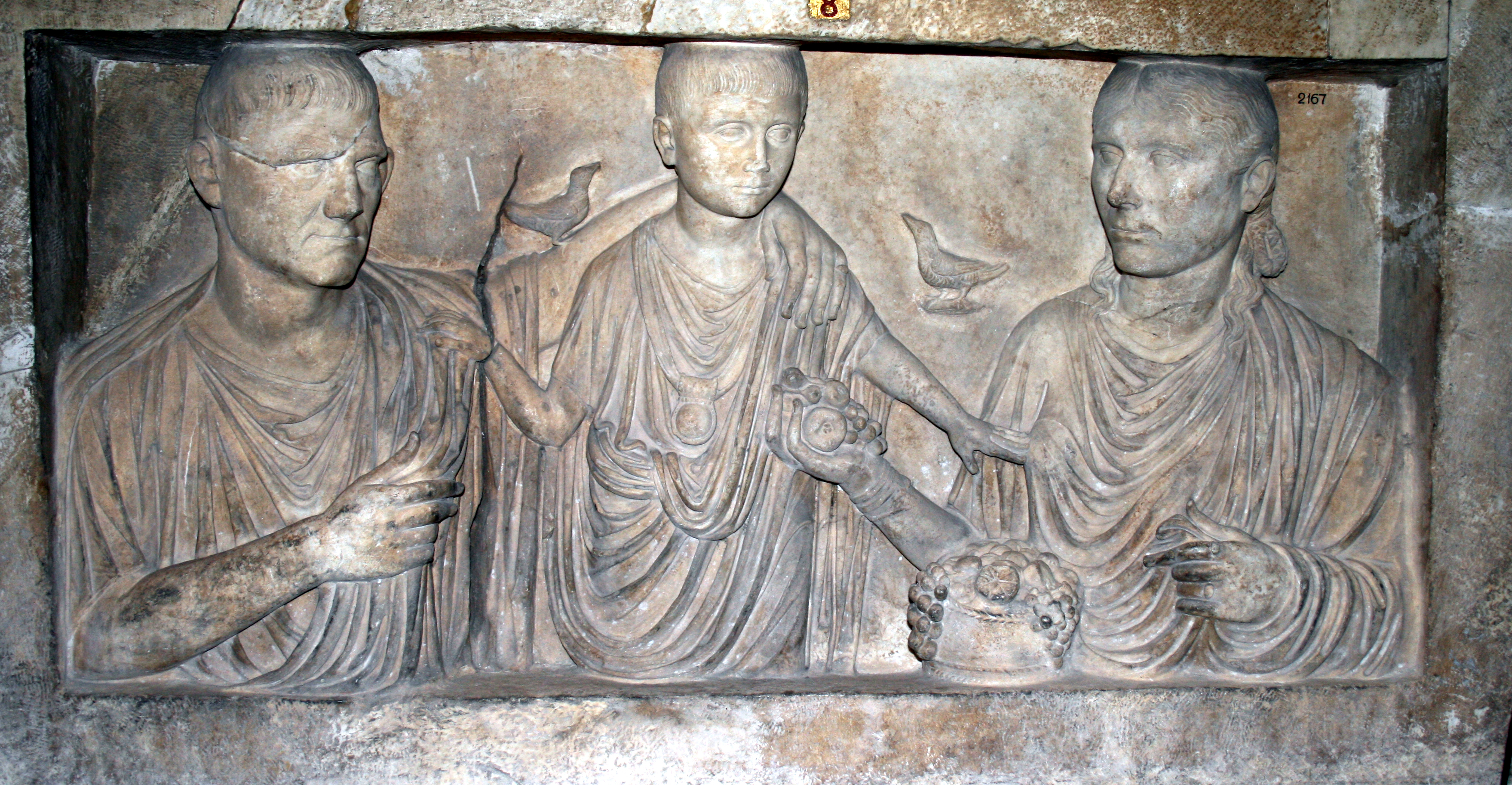
خانواده در روم باستان یکی از عوامل انتقال و حفظ منش نیاکان در طول نسل‌ها بود.

منش نیاکان (به لاتین: mos maiorum) یا روش بزرگان، قانون نانوشته‌ای بود که اساس هنجارهای اجتماعی در روم باستان را تشکیل می‌داد. این قانون نانوشته مفاهیم اصلی سنت روم را در بر داشت و به قدر کافی پویا بود تا از آن در نگارش قوانین بهره برند.
منش نیاکان در حقیقت شامل یک سری از اصول، متدهای رفتاری و فعالیت‌های اجتماعی بود که در طی زمان قابلیت‌های مثبت خود را به اثبات رسانده بود. اصول ذکر شده در زندگی خصوصی، سیاسی و نظامی افراد، در جامعه روم به‌طور کامل تأثیر می‌گذاشت.
کودکان در خانه و کشتزار و صحرا و اردو (زیرا تا سال سیصد قبل از میلاد در روم آموزشگاه وجود نداشت) اوصاف و خصال لازم چون قناعت و احتیاط و دلاوری و جدیت و وظیفه‌شناسی و پافشاری و ثبات را به‌وسیلهٔ پندوسرمشق فرامی‌گرفتند. خواندن و نوشتن و حساب را پدر به پسر می‌آموخت و حکایات بزرگان روم را، که خدماتی به ملک و ملت کرده بودند، نقل می‌کرد و سرودهای جنگی تعلیمش می‌داد.